# Гиззатуллин, Ибрагим Газизуллович
Ибрагим Газизуллович Гиззатуллин (15 сентября 1918, деревня Нижнеарметово, Стерлитамакский уезд, Уфимская губерния — 13 мая 1992, деревня Нижнеарметово, Ишимбайский район) — советский башкирский писатель.

## Образование
В 1935—1938 годах учился в Стерлитамакском педучилище. После его окончания работал школьным учителем.

## Воинская служба
С 1938 года служил в Красной Армии. Служил на Дальнем Востоке помощником командира и командиром вычислительно-топографического взвода в артиллерии. Окончил двухгодичную дивизионную партшколу. С началом Великой Отечественной войны 26-я стрелковая дивизия, в которой служил И. Г. Гиззатуллин, была переброшена с Дальнего Востока на фронт.
Участник Великой Отечественной войны: с сентября 1941 — командир вычислительно-топографического взвода 79-го гаубичного артиллерийского полка и начальник дивизиона разведки 625-го артиллерийского полка. Воевал на Северо-Западном фронте. Участвовал в боях под Старой Руссой. 25 октября 1941 года был тяжело ранен в позвоночник и полностью парализован. Почти два года находился в госпиталях.

## Творчество
В 1955 году в журнале «Литературный Башкортостан» был опубликован его первый рассказ «Гульзайнаб». Роман «Вторая высота» (1981 год) посвящён событиям Великой Отечественной войны.

## Награды
- орден Отечественной войны I степени (11.03.1985)
- орден Дружбы народов (14.09.1978)
- орден Славы III степени (21.02.1945)
- медали

## Память
В Нижнеарметовской средней школе расположен музей И. Г. Гиззатуллина (с 1960).
В Нижнеарметово И. Г. Гиззатуллину установлен памятник, его именем названа улица, средняя школа.